# Apogonia katangtokensis
Apogonia katangtokensis är en skalbaggsart som beskrevs av Kobayashi 2009. Apogonia katangtokensis ingår i släktet Apogonia och familjen Melolonthidae. Inga underarter finns listade i Catalogue of Life.